# الدالي (مسلسل)
الدالي مسلسل تليفزيوني مصري عام 2007 بطولة نور الشريف وسوسن بدر وصلاح عبدالله ويدور حول الدالي شخص مكافح يبدأ مشواره كعامل بسيط واخذ يبني في امبراطوريته الواسعة حتي وصل الي القمة، ويمر خلال رحلته بالكثير من الصعوبات ويوقف في طريقه الكثيرين محاولين نهب ثروته، ولكنه تغلب عليهم جميعا، ويقوم بتمثيل دوره الممثل نور الشريف، وقام بتمثيل دور ابن عمه فوزي الممثل صلاح عبد الله وقام بتمثيل دور رفقي صديق سعد الدالي الممثل مصطفى ابو مراد

## الدالي الجزء الأول 2007
تدور الأحداث في قالب درامي اجتماعي بوليسي تتعرض لرحلة صعود سعد الدالي الذي يبدأ رحلته من الصفر إلى أن يصل إلى القمة ليصبح شخصية سياسية مرموقة وينتمي لعائلة اقتصادية قوية. يتعرض فجأة لمحاولة اغتيال ينجو منها بصعوبة بالغة، لكنه يفقد ابنه الأكبر وطاقم حراسته ومع تحقيقات الشرطة والبحث الجنائي في أسباب محاولة الاغتيال يدخل الجميع في دوامة حقيقة سعد الدالي رأس العائلة.
ولكن وسط هذه المتغيرات لم تتوقف التحقيقات في حادث الاغتيال، ويتكشف الحقائق تباعاً ويعرف الدالي ان ابن عمه فوزي الدالي هو الذي وضع يده مع المافيا لتدبير الحادث
وأيضا وينتهى الجزء الأول بحريق مجموعة الدالى بتدبير من خالد الدالي وينجو سعد وزوجته وأبناءه من الحادث ويموت ابن عمه فوزى الدالى
المسلسل يتضمن أيضاً عرض لأحوال مصر السياسية والاجتماعية خلال فترات مختلفة من القرن الماضي
- عدد حلقات الجزء الأول 36 حلقة، مدة الحلقة 45 دقيقة.

## الدالي الجزء الثاني 2008
تكملة للجزء الأول الذي بدأه سعد الدالي. مرورا بالمخاطر والعقبات ومحاولات المافيا لتدميره. يبدا البحث عن خالد الدالي لياخذ بثاره منه ولكن المافيا تسبقه اليه وتقوم بقتله فيغضب الدالي لفشله في الاخذ بالثار ولكنه وفي نهاية المسلسل يكتشف ان خالد لايزال علي قيد الحياة وان المافيا دبرت موته كي تجبر الدالي على التوقف عن مطاردته فيقوم باختطافه وينجح في قتله هذه المرة بنفس الوسيلة التي حاول قتلهم بها وامام مقر الشركة التي قام بحرقها. ومن ناحية اخري وأثناء توزيع تركة فوزي الدالي تظهر فجاة رشا المندراوي (وفاء عامر) مدعية انها كانت متزوجة من فوزي سرا وانها انجبت منه طفل وتطالب بحقها في الميراث، فيشك سعد في اقوالها ويرفض اعطائها نصيبها في الميراث فتلجا للمحكمة التي تامر بتمكينها من نصيبها في التركة، ويكتشف سعد الدالي بنهاية المسلسل انها تزوجت ابنه باسم (حسن الرداد) عرفيا فيطالبه بتطليقها. ومن ناحية ثالثة ينحرف سعد الدالي الي الطريق الإجرامي في نهاية المسلسل فبعد أن يكتشف ان ابنه باسم عاجز عن الانجاب وان صديقه فريد (أيمن الشيمي) نجح في اكتساب حب نشوي (مي نور الشريف) يقوم باختطافه خوفا من أن يتزوجها فترحل معه هي وابنها الصغير -امل عائلة الدالي في الاستمرار- ويقوم باجبار فريد على توقيع تنازل له بثروته ويخبره ان سيعيد له امواله ان ابتعد عن طريق نشوي ولكنها تعرف بما حدث فتواجه سعد الدالي وتهدده باللجوء للشرطة ان اقترب منهم ثانية. ولكنها في نهاية المسلسل تاتي اليه لتخبره باختفاء ابنها وتتهمه باختطافه لتنتهي أحداث الحلقة والجزء الثاني بذلك.
- عدد الحلقات (35) حلقة.وأيضا ابنته رضوي ابنته التي كانت تحب الصحافي ادهم فارس وهويحبها في أحداث الجزء الأول في الجزء الثاني يتزوجان وينجبان وفاء وتحدث العديد من الخلافات التي تحدث بين الزوجين وتؤدي تلك الخلافات الي ان تطلب رضوي الطلاق ولكن ابيها ينصها بعدم فعل ذلك وعندما تعود الي المنزل ويتصالحان وتعود المياة الي مجاريها ويعيشان في سعاده وهناء مثل الأول بل واحسن

## الدالي الجزء الثالث 2011
هذا الجزء تكملة للجزء الثانى مباشرة حيث يبدأ سعد الدالى بالبحث عن حفيده المخطوف بمجرد علمه بخطفة كما يعانى سعد من انفصال ابنه باسم عنه الذي تزوج من رشا المندراوى سراً ويرفض طلاقها وايضاً من نشر مذكراته التي كان قد سجلها مع زوج ابنته ادهم فارس في الجزء الأول ولكن نشر هذة المذكرات جاء بالسلب على بعض الشخصيات العامة والكبرى والتي منها عدلى الطايل الذي يشغل منصباً هاماً وكبيراً وولده ناصف الذي يضغط على ابنة سعد رضوى (أيتن عامر) لمشاركتها بدون مقابل كما تحاول المافيا كالعادة النيل من سعد عن طريق الضغط على زوج ابنته ادهم فارس بالتجسس على سعد لصالحهم ولكنه يرفض ويحاول سوليمان قتله. ومن ناحية أخرى تحاول نشوى (مى نور الشريف) الاستيلاء على مقر مجموعة الدالى الذي كتبه سعد لابنها يوم ولادتة للانتقام من سعد الذي في اعتقادها انه هو من اختطف ابنها وفي تلك اللحظة علم سعد بأن حفيدة لا يصلح ان يكون وريثاً لاملاكه ليضطر سعد إلى الزاوج من ابنة مستشارهه الخاص وينجب منها ولد ويسميه باسل حتى يكون هو وريثاً لامبراطوريته.
وفي ظل هذة الصراعات يتعرض سعد لخسارة كل شركاته نتيجة السرقة التي قامت بها شريكته داليا ابنة ناصف مدكور ولكن هذة الازمة قد اثرت ايضاً على الحكومة بشكل عام وعلى معظم رجال الأعمال ايضاً حيث افلست معظم المؤسسات الكبرى والتي منها مجموعة الوزان ولكن سعد لم يستسلم وذهب وارئها حتى جاء بها وعاد الاموال التي سرقتها منه ومن البنوك.
- عدد الحلقات (31) حلقة. نهاية الجزء عند زلزال 1992 , حيث تحاول المافيا بالقضاء على سعد الدالى بأن فجرت سيارته وهو بداخلها ولكنه ينجو منها ببعض الحروق في جسدة.

## انتقاد المسلسل
التدخين:
وجه د. حمدي السيد ـ نقيب الأطباء المصري ـ انتقادات عنيفة للمسلسل بسبب مشاهد التدخين الكثيرة به واتهمه بالدعاية للتدخين والتواطؤ مع شركات التبغ الاجنبية، وطالب القائمين على المسلسل بوضع التحذيرات المصورة علي مشاهد التدخين به حتي لا يشتبه في تورطهم بالدعاية له.واشار الي ان هذه المشاهد لا توجد أي ضرورة درامية لها.

عثمان أحمد عثمان:
حيث انتقد الكثيرين المسلسل واتهموه انه يصور حياة عثمان أحمد عثمان (الذي كان من أشهر مقاولي العالم العربي بالقرن الماضي) بشكل خاطيء تماما وعلي نحو يجعله اشبه برجال العصابات وهو ما لم يكن صحيح وعلي الرغم من أن القائمين على المسلسل قاموا بنفي ان يكون الدالي يتحدث عن حياة عثمان إلا أن المنتقدين اكدوا على انه لا يوجد مقاول سافر مع أنور السادات لتل ابيب وقام ببناء السد العالي ومدن القناة وحظائر الطيران ودشم الصواريخ سواه وانه كان اولي ان يقوم القائمين على المسلسل بعرض التجربة الحقيقية له بدلا مما عرضوه .

### تأليف
وليد يوسف

### إخراج
يوسف شرف الدين

### بطولة
- نور الشريف سعد عويضة الدالي رجل الأعمال
- سوسن بدر ألفت زوجة سعد الدالي
- محمود الجندي سيد عزازي مطرب جار سعد الدالي ونسيب سعد الدالي
- صلاح عبد الله فوزي عوضين الدالي أبن عم سعد الدالي وتوفى في الجزء الأول إثر حريق مجموعة الدالى
- صلاح رشوان رفقي عزيز صديق سعد الدالي
- محمد متولي ناجي الدسوقي تاجر بالمخدرات تم سجنه
- أسامة عباس الزكى باشا توفي بالسجن بالجزء الثاني وكان متزوج من سكرتيرته
- وفاء سالم
- محمد أبو داوود
- سامي عبد الحليم ناصف مدكور أصبح الوزير من بعد الدالي
- سعيد طرابيك صفوت عوضين الدالي أبن عم سعد الدالي وأخو فوزي وأبو خالد الدالي
- مجدي إدريس بيروني رجل المافيا
- بسام رجب أحد رجال المافيا في مصر وتاجر سلاح
- فاروق نجيب أبو المحاسن موظف حكومي مرتشي تم سجنة في الجزء الأول

والكثير من الوجوه الجديدة من بينهم
- أحمد صفوت خالد صفوت عوضين الدالي زوج أبنة سعد، حاول اغتيال سعد الدالى وأفراد عائلته حيث أحرق مقر مجموعة الدالى في نهاية الجزء الأول وأدى ذلك لوفاة ابن عم سعد وهو فوزى الدالى عمه
- محمد يوسف حسام سعد الدالي الذي اغتيل في الجزء الأول
- حسن الرداد باسم ابن سعد الثاني وخليفته الوحيد.
- أيتن عامر رضوي سعد الدالي تزوجت من الصحفي ادهم فارس
- دينا فؤاد هبة سعد الدالي تعرضت لحاله نفسية شديدة نتيجه افعال خالد الدالي
- مي نور الشريف نشوي زوجة حسام ابن سعد الدالي الذي اغتيل في الجزء الأول
- محمد حسني مقدم بالداخلية
- إيناس كامل داليا ناصف مدكور زوجة خالد الدالي الثانية
- عمرو يوسف أدهم فارس صحفي بمؤسسة الدالي وزوج رضوي
- ندا عادل نيرمين ابنة سيد عزازي وزوجة باسم
- صفاء مغربي سكرتيرة وزوجة الزكي باشا وام ابنه
- حمدي شرف الدين وزير الداخلية - ضيف شرف

من نجوم الجزء الثاني
- عزت أبو عوف يعقوب سوليمان أحد رجال المافيا في أوروبا
- وفاء عامر رشا المندراوي ادعت زواجها من فوزي الدالي
- شوقي شامخ بديل محمد متولّي في الجزء الثاني
- أيمن الشيوي فريد صديق لسعد الدالي
- محمد عبد الجواد (ممثل) سمير سكرتير أدهم فارس
- سامح الصريطي أحمد ابن عم رشا المندراوي ومحاميها
- أيمن عزب مدحت رجل أعمال انتهازي والزوج الثاني لهبة
- رشا نور الدين